# Warhammer 40,000: Dawn of War II – Chaos Rising
Warhammer 40,000 Dawn of War II — Chaos Rising (с англ. — «Боевой молот 40,000: Рассвет войны II — Торжество Хаоса») — дополнение к компьютерной игре Warhammer 40,000: Dawn of War II. Продажи через Steam начались 12 марта 2010 года. В России продажи начались в тот же день, игру издавала компания Акелла. Feral Interactive выпустил игру для macOS и Linux 29 сентября 2016 года.

## Геймплей
Игра Warhammer 40,000: Dawn of War II — Chaos Rising добавляет новую игровую расу — Космодесант Хаоса, продолжает одиночную кампанию 20 новыми миссиями и повышает планку развития персонажа до 30 уровня. Relic Entertainment также добавила новые карты для мультиплеера и новые единицы для первых четырёх рас.

## Сюжет

### Кампания
Всего год назад подсектору Аврелия угрожали несметные орды тиранид из щупальца флота-улья Левиафан, но орден Кровавых Воронов смог остановить их.
Из варпа появилась планета Аврелия, тысячи лет назад бывшая столицей подсектора. Но случившийся шторм Варп-пространства вытолкнул её на новую орбиту и сковал в лёд, а потом и вовсе вырвал из реальности. С планеты на ударный крейсер космодесанта «Возмездие» (пришедший на смену «Армагеддону», уничтоженному на орбите Тифон Примарис в конце предыдущей кампании) поступил сигнал бедствия, используемый орденом Кровавых Воронов. Высадившиеся на поверхности планеты, Вороны под командованием протагониста Dawn of War 2 — Командора — попадают в засаду, организованную войсками Имперской Гвардии, подчиняющимися аристократическому дому Вандий, к которому принадлежал бывший губернатор столицы подсектора — планеты Меридиан, за свои преступления лишённый власти и пустившийся в бега. Вырвавшись из ловушки, Командор и почтенный дредноут Давиан Тул отправляются на спасение библиария Ионы Ориона, на которого напали силы Эльдар, нашедшие на Аврелии свои древние руины и пробудившие Призрачных стражей.
Получив сигнал бедствия от нового губернатора Елены Дерозы, космодесантники отправляются на Меридиан, чьи области грабят орки-мародёры, подстрекаемые домом бежавшего в ходе вторжения тиранидов губернатора Вандия. Вскоре появляется новый, гораздо более опасный враг — Космические десантники Хаоса из Чёрного Легиона, подчиняющиеся Элифасу Наследнику, — бывшему тёмному апостолу легиона Несущих Слово, который считался убитым в битве за планету Кронус. Хаоситы пытаются захватить огромный производственный комплекс «Кузница Ангела», но терпят поражение. Отбросив врага, Кровавые Вороны вместе с лояльными отрядами Имперской гвардии возвращаются на Аврелию для штурма обнаруженной базы еретиков. Преодолев артиллерийский огонь слуг Вандия и атаки культистов, десантники обнаруживают храм Хаоса и уничтожают призванных в этот мир демонов. Всё это время им противостоит чемпион Чёрного Легиона Арагаст Грабитель.
После разрушения храма на планете возникают аномалии Варпа. Арагаст позволяет отряду Командора эвакуироваться, так как среди Кровавых Воронов есть предатель, и говорит Элифасу, что его месть может подождать. На борту «Возмездия» десантники выясняют, что предатель передал хаоситам коды сигнала бедствия, с помощью которых Воронов заманили в засаду на планете Аврелия. Кровавые Вороны срочно возвращаются на Меридиан, чтобы помочь 85-му Вендоландскому полку Гвардии удержать Шпиль Легиса от атаки полчищ еретиков, ведомых Космодесантом Хаоса и его слугой Вандием. Вороны громят хаоситов в этом регионе и отправляются на планету Тифон Примарис, где уничтожают обнаруженную военную экспедицию Эльдар, возглавляемую Аватаром. После этого с планеты Калдерис поступает сигнал бедствия о вторжении сил еретиков, устроивших охоту на скаутов Кровавых Воронов. Воронам удаётся спасти часть попавших в плен новичков и убить космодесантника-чародея Тзинча из Чёрного Легиона. Вскоре после этого прибывает контингент почётного караула Кровавых Воронов во главе с капитаном Аполлоном Диомедом, действующим от имени магистра и главного библиария ордена Азарии Кираса, который приказывает прекратить столкновения с силами Чёрного Легиона и вернуться на свои корабли до дальнейших указаний.
Недовольные приказом, но верные руководству, Кровавые Вороны возвращаются на «Возмездие». Они перехватывают ещё несколько зашифрованных передач с корабля, но не могут полностью расшифровать их. В джунглях Тифон Примарис обнаруживается технодесантник Кровавых Воронов Марселлий, считавшийся погибшим вместе с остальным экипажем корабля Космодесанта, уничтоженного в прошлогоднем сражении с Флотом-Ульем, но сумевший в одиночку продержаться целый год на планете с крайне агрессивной флорой и фауной. Марселлий берётся за дешифровку подозрительных передач и сообщает, что в скором времени ожидается появление в системе гигантского космического скитальца «Суд Воронов» — огромной глыбы из слипшихся остовов кораблей, погибших в Варпе, самопроизвольно совершающей прыжки сквозь Варп в пространстве подсектора Аврелия. Бортовой компьютер одного из кораблей скитальца способен снять маскировку с перехваченных записей.
Кровавые Вороны высаживаются на прибывший скиталец. На нём кишат твари тиранид, а из-за сильного влияния пропитавшей скиталец энергии Варпа десантникам приходится действовать как можно быстрее. На скитальце они обнаруживают останки Кровавых Воронов 5-й роты, чьё геносемя было извлечено, но не собрано и не отправлено на хранение апотекарием. Судя по именам погибших, они являлись членами почётного караула Ордена. Обыскав корабль, Вороны получают доступ к запечатанному хранилищу, где обнаруживают корабельный компьютер и многочисленные трупы космодесантников. На одном из них находят послание апотекария Пятой роты Галана, лидера экспедиции.
Он сообщает, что был частью экспедиционной группы во главе с Азарией Кирасом, тогда лишь одним из библиариев Ордена. На их корабль, затерявшийся в Варпе, проник демон Улькаир, одолеть которого десантники не смогли. Демон охотился за их геносеменем, которое апотекарий попытался скрыть. Галан волновался из-за того, что речи демона смогли поколебать дух десантников, которые ещё могли противостоять ему. Апотекарий отмечал, что Кирас, и без того истощённый морально и физически, тратит большую часть своей психической силы на борьбу с демоном и его слугами. Судя по последним сообщениям, Кирас начал с безразличием относиться к гибели своих боевых братьев и уже поддался влиянию Хаоса.
Покинув «Суд Воронов» и позволив Марселлию работать над дешифровкой сообщений, Кровавые Вороны получают новый сигнал бедствия от губернатора Дерозы. Еретики на Меридиане снова собрали силы и напали на губернаторский дворец. Командор отправляется на защиту объекта и отбивает несколько атак хаоситов. Арагаст Грабитель насмехается над Воронами и вызывает их на дуэль на Аврелию.
Кровавые Вороны, несмотря на приказы Диомеда, атакуют Аврелию. Когда они добираются до Арагаста, тот пытается сбежать, но Элифас предаёт его и оставляет с Воронами. Чемпион в конечном итоге проигрывает, а Элифас становится новым лидером Чёрного Легиона. Марселлий расшифровывает передачи предателя, и, хотя не может установить его личность, сообщает, что направлялись они апотекарию Галану, который жив и состоит в почётном карауле, прибывшем с капитаном Диомедом.
Несмотря на угрозу, исходящую от сил Хаоса, капитан Диомед решительно приказывает членам ордена покинуть подсектор. Габриэль Ангелос, не желая оставить на произвол судьбы миры, с которых Кровавые Вороны набирают новобранцев, просит Командора и другие отряды пока не подчиняться приказу Аполлона. Ангелос отправляется на Калдерис, где пытается поговорить с Диомедом, но тот от имени Кираса объявляет Ангелоса и его людей врагами Ордена и приказывает остальным Воронам убить их. Зная, что Габриэль не может быть предателем, Командор и его команда проникают на базу Диомеда на планете Калдерис, где выясняют, что апотекарий Галан и большая часть почётного караула ордена испорчены Хаосом. Десантники побеждают Галана, тот на последнем своём издыхании благодарит боевых братьев за освобождение своей души из-под власти демонов и сообщает, что Хаос завладел большинством из них ещё на борту скитальца. Только капитан Диомед пока чист, но собственная гордыня его ослепляет. Десантники Командора отправляются в командный центр почётного караула, где с помощью журналов надеются разоблачить предателя на «Возмездии». Но Диомед обнаруживает их и клеймит еретиками. В ходе боя десантники разрушают командный центр, через который демоны контролировали своих слуг. Командор и Ангелос объясняют прозревшему Диомеду истинное положение вещей, и потрясённый Диомед позволяет десантникам спокойно уйти. Тем временем из журнала данных Галана выясняется, что Кирас впал в ересь задолго до той экспедиции. А демон Улькаир был заточён в тюрьму в недрах Аврелии, и именно его стремится освободить Элифас.
На Аврелии Элифас рассказывает о том, что в далёком прошлом магистр ордена Кровавых Воронов Мория был убит в бою с Улькаиром, но успел нанести демону серьёзную рану, что позволило его ученику Кирасу одолеть его и заключить в эту тюрьму. Вскоре после этого планета попала в варп-шторм, погубивший её. Кирас заключил сделку с Улькаиром, и оказался на борту «Суда Воронов», где встретил экспедицию Галана. Элифас приносит в жертву пленённого скаута Кровавых Воронов и чемпиона чумы, после чего выпускает на свободу Улькаира, Великого Нечистого — высшего демона бога Хаоса Нургла, Повелителя Чумы и Разложения. Великий Нечистый благодарит Элифаса за своё освобождение, и обещает ему большую власть и силу. Когда космодесант возвращается на Аврелию, они раскрывают личность предателя, но тот успевает покинуть корабль и соединиться с силами Хаоса на поверхности планеты. Командор и верные ему отряды настигают изменника и предают справедливому суду, тот перед смертью сообщает о воскрешении Улькаира и ереси Кираса. После казни предателя, Командор со своими людьми докладывает обо всём случившемся Габриэлю Ангелосу, и тот начинает массированную атаку на старую планетарную крепость Кровавых Воронов, под которой покоился Улькаир. Элифас пытается задержать космодесантников, но терпит поражение, однако в последний момент сбегает в Варп. Ослабленный Улькаир также побеждён и снова запечатан внутри планеты. Но Великий Нечистый заявляет, что тюрьма не сможет удерживать его вечно, и клянётся в конечном итоге вернуться, убить всех Воронов и получить их души.
На боевой барже «Литания Ярости» Габриэль объявляет победу над Чёрным Легионом и Улькаиром, и призывает своих боевых братьев готовиться к противостоянию с магистром-еретиком. Между тем, выживший Элифас обещает Абаддону Разорителю, главнокомандующему Чёрного Легиона, раз и навсегда уничтожить Кровавых Воронов.

### Концовки
Всего в игре их имеется пять, в зависимости от того, сколько действий Благодетели или Развращения выполнил игрок за время прохождения одиночной кампании:
- Полностью чист (очень малый уровень развращения, оставить Диомеда в живых, все члены команды истинно чисты) Изгнав из сектора Чёрный Легион, сменивший Давиана Тула на посту брата-капитана 4-й роты Командор, Габриэль Ангелос и Диомед готовятся к войне против Кираса.
- Чист (очень малый уровень развращения, оставить в живых Диомеда или убить). Чёрный Легион изгнан, космодесантники под командованием Габриэля Ангелоса готовятся к будущей схватке за Орден.
- Нейтрал (чередовать действия как Благодетеля, так и Развращения во всех миссиях). Чёрный Легион побеждён, за прегрешения Командора отправляют в священный крестовый поход в Око Ужаса.
- Развращён (уровень Развращения немного превышает уровень Благодетели). Габриэль обвиняет Командора в ереси и безо всякого сожаления убивает его своим молотом.
- Полностью развращён (полный уровень Развращения для всей команды). Командор, одолев Улькаира, переходит на сторону Чёрного Легиона и сбегает в Варп на «Возмездии».

Каноничной концовкой является «Чист», что подтверждено последующим дополнением Retribution: Диомед жив, Габриэль Ангелос клянётся уничтожить продавшегося Хаосу Азарию Кираса, объявившего героев Аврелии отступниками. Более того, Габриэль произносит новый боевой клич Кровавых Воронов «И пусть никто не упрекнёт нас!».

### Предатели и их мотивация
Предатель определяется по уровню развращения отрядов игрока и им окажется тот, чей отряд имеет гораздо высокий уровень развращения. Потенциальными предателями могут быть:
- Авитус (устал от творимого насилия, считал слишком слабой разницу с хаоситами. Всё, чего он хотел в итоге — умереть в бою).
- Иона Орион (был одержим демоном, который смог подчинить его после новых боёв с хаоситами и потаканию ереси).
- Марселлий (оказался брошен на Тифоне в окружении тиранидов, где ему помогли выжить хаоситы. Разочаровался в боевых братьях. Предательство возможно, если все члены команды истинно чисты от ереси).
- Таркус (решил бороться с Хаосом его же оружием).
- Фаддей (молил богов Хаоса о выходе из варпа «Литании Ярости» в последнем сражении с тиранидами).
- Цирус (видел в Хаосе свободу от ограничений в бою, установленных Кодексом Астартес).
- Давиан Тул (искренне верен Императору, склонить его на сторону Хаоса невозможно. Если игрок встанет на путь верности Тёмным Богам, он сразу же покинет команду).

Каноничным предателем оказывается Авитус, который был убит Таркусом, что подтверждено последующим дополнением Retribution.

## Нововведения
В игру была добавлена новая фракция — Хаос (герои — Рыцарь Кхорна, Чемпион Нургла, Чародей Тзинча), а другие расы получили новые виды войск (Космодесант — библиарий, Эльдары — призрачные стражи, Орки — чудилы, Тираниды — выводок генокрадов и тиранидский гвардеец). Был расширен выбор вооружения, к которому добавили новые образцы.
Кроме того, добавлен новый сетевой режим и новые карты (планета Аврелия и космический корабль-скиталец «Суд Воронов»).
В игре появился уровень порчи (Corruption Level) — аналог «уровня заражения» применительно к отрядам игрока. Он влияет на ваше продвижение в кампании, давая доступ к новому вооружению и меняя отношение к вам со стороны союзников.
Следуя пути Хаоса, вы можете использовать новые способности и снаряжение, увеличивающее уровень порчи. Способности могут быть как глобальными, так и для определённого командира. Внешний вид отрядов меняется в зависимости от уровня порчи, приобретая более демонические черты с каждым уровнем.
Бонусы от «чистоты» (отсутствия порчи) более скромные: новая способность для каждого воина, поддержка дредноута, не помогающего еретикам, и снаряжение. Снимать порчу можно благодаря выполнению некоторых заданий или ношению особого снаряжения.
С выходом Chaos Rising, в режиме The Last Stand стали доступны 2 дополнительных героя: тиранидский Тиран Улья и хаоситский колдун Тзинча.

## Рецензии
| Сводный рейтинг | Сводный рейтинг |
| Агрегатор       | Оценка          |
| --------------- | --------------- |
| GameRankings    | 85,51 %         |

### Российская игровая пресса
Крупнейший российский портал игр Absolute Games поставил игре 77 %. Обозреватели отметили неплохую графику и мультиплеер игры. Вердикт: «Жаль, что Relic ограничилась всего одной расой. Служители Хаоса идеально вписались в игру, но хотелось бы увидеть ещё кого-нибудь — благо, выбор богатый. Короткий „сингл“ трудно назвать достижением. Только разыграешься, а шоу уже закончилось. Надеюсь, следующий аддон будет более масштабным».
Игромания поставила игре 9.0 баллов из 10, сделав следующее заключение: «Я готов поклясться перед трибуналом, что Chaos Rising — одно из лучших дополнений за всю историю стратегического жанра. Великолепная кампания, система развращённости, прекрасный сюжет, вписавшиеся как родные хаоситы и необходимость пройти игру минимум дважды (сначала как герой, потом как злодей) делают Chaos Rising обязательной покупкой для всякого приличного человека. Если вы хоть чуть-чуть любите всполохи пламени, вой голодных демонов и визг цепных пил, вгрызающихся в плоть, то Chaos Rising — для вас».
Страна Игр поставила игре 8.0 из 10 баллов. К достоинствам были причислены изменения в игровом процессе и отличный сюжет. К недостаткам отнесли слабую величину нового контента. Вердикт: «Relic Entertainment удалось влить новое вино в старые меха, причем даже недостатки аддона можно счесть заслугой разработчиков. Вместо привычных для стандартных дополнений „мешков контента“ — игра с интересными и приятными находками. Правда, нам прямо-таки навязывают оружие и снаряжение, искаженные Хаосом. Как же это тяжко, когда приходится постоянно выбирать — быть сильнее или правильнее».

## Продажи
Летом 2018 года, благодаря уязвимости в защите Steam Web API, стало известно, что точное количество пользователей сервиса Steam, которые играли в оригинальную игру хотя бы один раз, составляет 2 492 053 человека, а в дополнение Chaos Rising — 1 285 276 человек.